# K Eendracht Football Club Rotem
Dernière mise à jour : 30 mai 2019.
Le Koninklijke Eendracht Club Rotem était un club de football belge, basé dans le village de Rotem, sur la commune de Dilsen-Stokkem, en province de Limbourg. En 2017-2018, pour sa dernière saison d'activités, le club évolue en quatrième provinciale., le plus bas niveau du football en Belgique. Au cours de son Histoire, le club, porteur du matricule 2081, a évolué durant 6 saisons dans les séries nationales, toutes en Promotion.

## Histoire
L'Eendracht Football Club Rotem est fondé le 14 octobre 1933. Il s'affilie ensuite à l'Union Belge, et reçoit le matricule 2081. Le club débute en 1934 en deuxième régionale limbourgeoise, le plus bas niveau du football belge à l'époque. En 1959, il atteint la première provinciale, mais en est relégué après une seule saison. Le club reste en deuxième provinciale jusqu'en 1974 et une nouvelle relégation. Il ne reste qu'un an en « P3 » avant de remonter d'un cran. Il remporte le titre dans sa série l'année suivante, et obtient une seconde montée consécutive pour retrouver l'élite provinciale. Le club s'installe d'emblée dans le haut du tableau, et décroche finalement le titre en 1980, ce qui lui permet de rejoindre pour la première fois de son Histoire la Promotion, quatrième et dernier niveau national.
L'Eendracht Rotem réalise une très bonne première saison en nationales, décrochant la quatrième place dans sa série. La saison suivante est plus délicate pour le club, qui n'assure son maintien que de justesse. Le 1er février 1983, le club est reconnu « Société Royale » et adapte son nom en Koninklijke Eendracht Football Club Rotem. Un an plus tard, il obtient son meilleur classement en Promotion avec une troisième place. Mais l'année suivante, le club termine dix places plus bas, en position de relégable, et doit quitter les nationales après cinq saisons consécutives. Rotem remporte le titre provincial l'année suivante, ce qui lui permet de revenir directement en Promotion. Ce retour est de courte durée, le club étant relégué douze mois plus tard. Depuis lors, le club n'est plus jamais revenu dans les divisions nationales.
Après sa relégation, le club joue les premiers rôles durant deux saisons, terminant notamment vice-champion provincial en 1989. La saison suivante, le club subit une nouvelle relégation, et se retrouve en deuxième provinciale. Deux ans plus tard, il est renvoyé en « P3 ». Par la suite, le club « fait l'ascenseur » entre la deuxième et la troisième provinciale. En 2009, il descend jusqu'en quatrième provinciale, le plus bas niveau du football belge, où il évolue toujours en 2013-2014.
Au terme de la saison 2017-2018, en raison du manque de personnel bénévole et/ou volontaire, le comité encore en place choisit d'arrêter les activités. Une grande vente aux enchères est organisée pour vendre le matériel appartement au désormais "ex-matricule 2081" .

## Résultats dans les divisions nationales
Statistiques mises à jour le 24 juin 2013

### Bilan
| Niv | Divisions     | Jouées | Titres | TM Up | TM Down |
| --- | ------------- | ------ | ------ | ----- | ------- |
| I   | 1re nationale | 0      | 0      |       |         |
| II  | 2e nationale  | 0      | 0      |       |         |
| III | 3e nationale  | 0      | 0      |       |         |
| IV  | 4e nationale  | 6      | 0      |       |         |
| V   | 5e nationale  | 0      | 0      |       |         |
|     |               |        |        |       |         |
|     | TOTAUX        | 6      | 0      | 0     | 0       |

- TM Up : test-match pour départager des égalités, ou toutes formes de Barrages ou de Tour final pour une montée éventuelle.
- TM Down : test-match pour départager des égalités, ou toutes formes de Barrages ou de Tour final pour le maintien.

### Classements saison par saison
| Ordre               | Saison  | Nom du club | Niveau            | Classement final | Remarques |
| ------------------- | ------- | ----------- | ----------------- | ---------------- | --------- |
| 1                   | 1980-81 | EC Rotem    | Promotion série D | 4e/16            |           |
| 2                   | 1981-82 | EC Rotem    | Promotion série C | 13e/16           |           |
| 3                   | 1982-83 | EC Rotem    | Promotion série D | 6e/16            |           |
| 4                   | 1983-84 | K. EC Rotem | Promotion série C | 3e/16            |           |
| 5                   | 1984-85 | K. FC Rotem | Promotion série C | 14e/16           | Relégué!  |
| séries provinciales |         |             |                   |                  |           |
| 6                   | 1986-87 | K. EC Rotem | Promotion série C | 15e/16           | Relégué!  |
| séries provinciales |         |             |                   |                  |           |

### Sources et liens externes
- (nl) « Fiche de l'équipe », sur Belgian Soccer Database
- (nl) Site officiel du club